# 王演疇
王演疇（？—1620年），字孟箕，號震澤，江西九江府彭澤縣人，明朝政治人物。

## 生平
萬曆十九年（1591年）江西辛卯科鄉試舉人。萬曆二十年（1592年），聯捷壬辰科第三甲第三十九名進士。大理寺觀政，六月授浙江寧海知縣，二十六年補湖廣醴陵縣，二十九年調廣東大埔縣知縣，三十一年調繁海陽縣。三十四年擢南京工部主事，三十六年差蕪湖抽分，三十八年晉郎中，三十九年升至桂林府知府。四十一年給假營葬，四列薦剡，未出仕，萬曆四十八年庚申卒于家，祀名宦、鄉賢二祠。

## 家族
曾祖王應斗；祖父王一鳴，生員；父王錫圭，字子信，號少邨。母欧阳氏。妻丁氏。